# Jack K. Hale

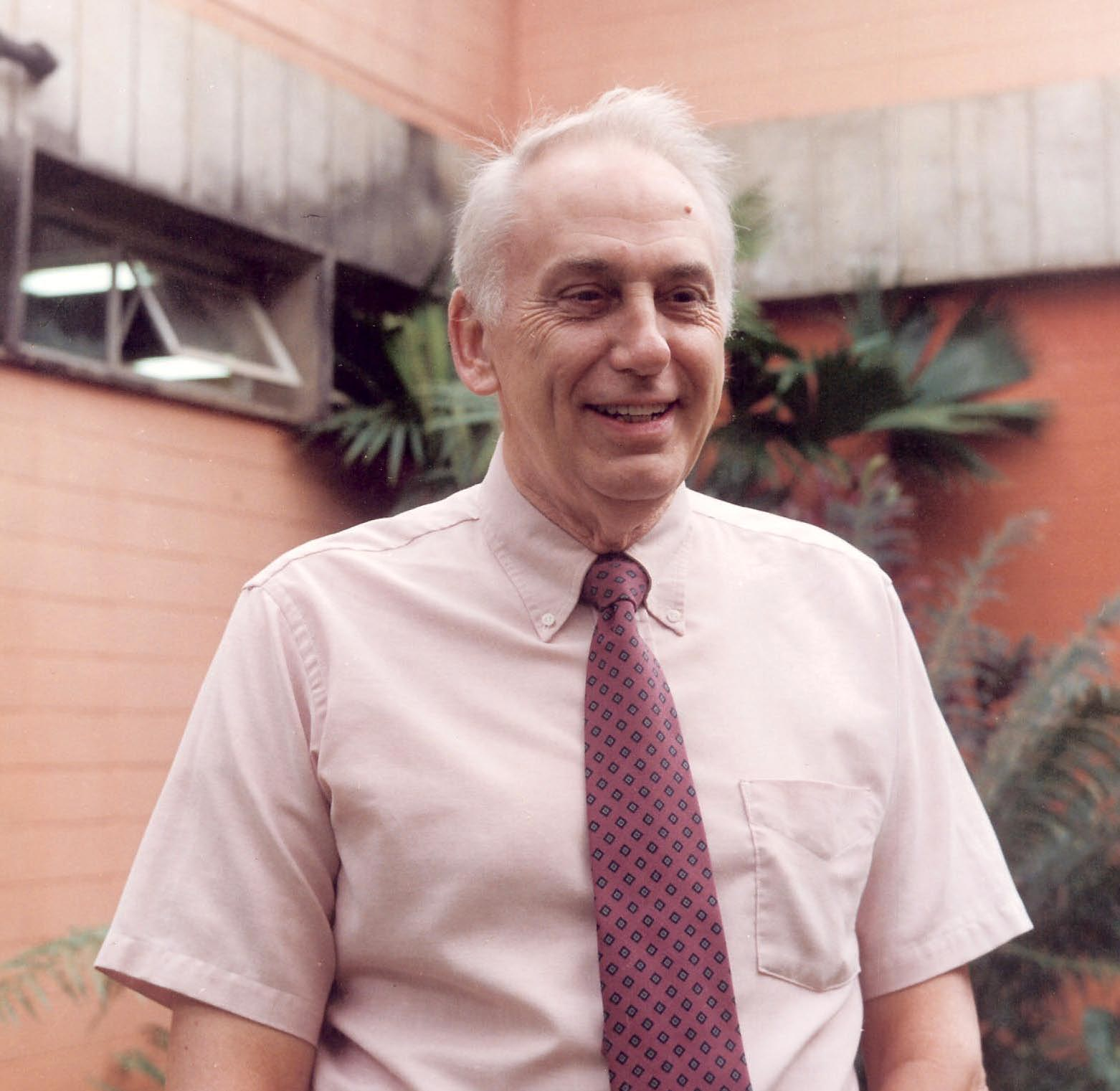
Jack K. Hale, 2007

Jack Kenneth Hale (* 3. Oktober 1928 in Dudley, Kentucky; † 9. Dezember 2009 in Atlanta, Georgia) war ein US-amerikanischer angewandter Mathematiker, der sich mit Differentialgleichungen und Dynamischen Systemen befasste.

## Leben
Hale besuchte das Berea College in Kentucky mit dem Bachelor-Abschluss 1949 und studierte an der Purdue University, an der er 1953 bei Lamberto Cesari promoviert wurde (On the asymptotic behavior of the solutions of systems of differential equations). Danach war er bis 1954 Instructor an der Purdue University, 1954 bis 1957 bei der Sandia Corporation, 1957 bis 1958 bei der Univac-Abteilung der Remington Rand Corporation und 1958 bis 1964 bei der Martin Corporation an deren Research Institute for Advanced Study. 1964 wurde er Professor für Angewandte Mathematik an der Brown University und ab 1988 war er Professor am Georgia Institute of Technology.
Er ist mehrfacher Ehrendoktor (Rostock, Stuttgart, Technische Universität Lissabon, Gent, Clark University). Er hatte 47 Doktoranden.
1965 erhielt er mit Joseph P. LaSalle den Chauvenet-Preis (für Differential Equations: Linearity vs. Nonlinearity). Er war Guggenheim Fellow, Fellow der Royal Society of Edinburgh und Mitglied der Brasilianischen und Polnischen Akademien der Wissenschaften.

## Schriften
- mit Sjoerd M. Verduyn Lunel: Introduction to functional differential equations, Springer Verlag 1993
- Functional Differential Equations, Springer Verlag 1971 (2. Auflage als Theory of Functional Differential Equations 1977)
- mit Shui-Nee Chow: Methods of Bifurcation Theory, Grundlehren der mathematischen Wissenschaften, Springer Verlag, 1982,  1996
- mit Hüseyin Kocak: Dynamics and Bifurcations, Springer Verlag 1991
- Asymptotic behaviour of dissipative systems, American Mathematical Society 1988
- mit Luis T. Magalhães, Waldyr M. Oliva: An introduction to infinite dimensional dynamical systems: geometric theory, Springer Verlag 1984
- Ordinary Differential Equations, Wiley 1969, Dover 2009
- Oscillations in nonlinear systems, McGraw Hill 1963
- mit Kenneth Meyer: A class of functional equations of neutral type, Memoirs AMS 1967